# Jiquiriçá
Jiquiriçá is een gemeente in de Braziliaanse deelstaat Bahia. De gemeente telt 13.772 inwoners (schatting 2009).